# Nedine adversa
Nedine adversa är en skalbaggsart som först beskrevs av Francis Polkinghorne Pascoe 1864.  Nedine adversa ingår i släktet Nedine och familjen långhorningar. Inga underarter finns listade i Catalogue of Life.